# تل دزک کوچک
تل دزک کوچک مربوط به دوران پیش از تاریخ ایران باستان - است و در شهرستان ممسنی، روستای دزک کوچک واقع شده و این اثر در تاریخ ۲۵ اسفند ۱۳۷۹ با شمارهٔ ثبت ۳۴۴۰ به‌عنوان یکی از آثار ملی ایران به ثبت رسیده است.